# Nejstarší paleolit

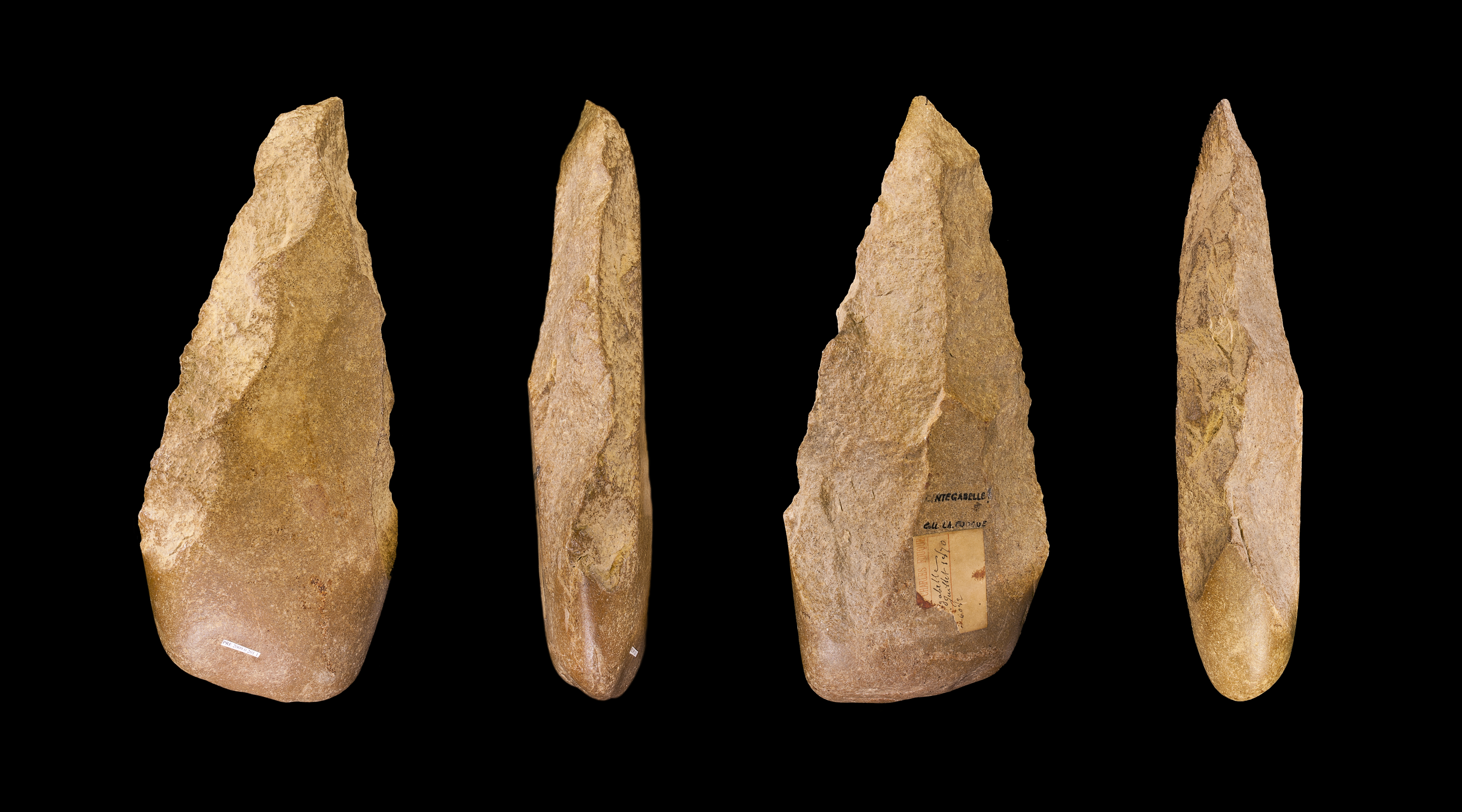
Pěstní klín (západní Francie, před asi 0,5 mil. let)

Nejstarší paleolit je nejstarší fáze paleolitu, kdy Homo habilis ("člověk zručný") začal poprvé používat nástroje (do současnosti se dochovala kamenná industrie). V té době ještě žili příslušníci rodu Australopithecus, kteří pravděpodobně nástroje neužívali. Člověk zručný se možná vyvinul z jedné jejich větve.

## Nálezy a data
Nejstarší a nejslavnější nálezy člověka zručného pocházejí z dnešní Tanzanie z oblasti Velkého pevninského driftu. Olduvaiská rokle – jedno z míst velmi významných nálezů zde dalo název kultuře, která bývá s industrií člověka zručného spojována – oldovan. Oldovan se váže pouze na oblast okolo zlomové propadliny a jeho stáří se udává od 3,4 mil. do cca 1 mil. let B. P. (angl. before present, před dneškem). Dochovala se kamenná industrie obvykle vyrobená z lávy nebo ze silicitů a křemenů. Typické tvary jsou sekáče, protobifasy, otloukače, drasadla, škrabadla atd. Stejně jako nástroje se člověk zručný snad naučil užívat i oheň.
Z Afriky se nejstarší paleolit rozšířil asi před 1,8 mil. lety do západní Asie, před 1,2 mil. let do jižní Evropy (jižní Francie, Itálie, Španělsko). Nejstarší středoevropské nálezy poházejí z Porýní asi před 900 tisíci lety. Technicky dokonalé pěstní klíny z doby před půl milionem let pocházejí z jižního pobřeží Anglie (Boxgrove).
Před zhruba 1,8 mil. let nahradil člověka zručného Homo erectus ("člověk vzpřímený") a někdy před 300 až 400 tisíci lety se objevuje nová kultura acheuléen. Spolu s člověkem vzpřímeným se rozšiřuje z Afriky do západní a jižní Asie a po jisté mezeře i do západní poloviny Evropy. V Česku jsou také lokality s nálezy z nejstaršího paleolitu, například Beroun nebo Čákovice.
Pokud se nerozeznává ještě starý paleolit jako samostatné období, navazuje na nejstarší paleolit přímo střední paleolit, zhruba v době před 250 000 lety.